# همدان پیام
روزنامه همدان پیام
اولین روزنامه استان همدان است  در سطح استان همدان توزیع می‌شود. این روزنامه که دارای ۱۸ دفتر نمایندگی درشهرستانهای استان است پرتیراژترین وپرمخاطب‌ترین نشریه استان است که دارای موضوعات سیاسی، فرهنگی، اقتصادی و گردشگری است.
همدان پیام از سال ۸۸ با راه اندازی مجهزترین چاپخانه در غرب و شمالغرب کشور و اولین چاپخانه رول‌های تک اولین نشریه محلی در کشور است که با پرسنل ۱۵۰ نفری و چاپ نشریات غرب و شمالغرب کشور درحال فعالیت می‌باشد. سردبیر همدان پیام یدالله طاقتی احسن و مدیر مسئول آن نصرت الله طاقتی احسن است.
دفتر مرکزی روزنامه و زیرمجموعه‌هایش در خیابان مهدیه همدان می‌باشد .